# Аль-Дау, Мохаммед
Мохаммед Аль-Дау (араб. محمد سيد الضؤ‎; род. 18 ноября 1993, Судан или Саудовская Аравия) — суданский футболист, также имеющий гражданство Саудовской Аравии, нападающий, игрок саудовского клуба «Аль-Фатех».

## Карьера
Мохаммед начал свою карьеру в клубе «Ухуд» в сезоне 2017/18, выйдя на поле 23 ноября 2017 года в матче с «Аль-Раедом». В дебютном сезоне он сыграл 19 матчей и забил два гола. В основном, Аль-Дау провёл сезон на позиции второго нападающего.